# Eik
Eik (tidigare Føroya Sparikassi) är Färöarnas största och äldsta bank, grundad redan år 1832 som Færø Amts Sparekasse. Företaget har idag (2012) cirka 210 anställda och 10 kontor runt om på Färöarna. Förutom banktjänster driver företaget också en mäklarfirma kallad Húsameklarafelagið Inni.